# Eurymelita terminalis
Eurymelita terminalis är en insektsart som beskrevs av Walker 1851. Eurymelita terminalis ingår i släktet Eurymelita och familjen dvärgstritar. Inga underarter finns listade i Catalogue of Life.